# Vácszentlászló
Vácszentlászló község Pest vármegyében, a Gödöllői járásban.

## Fekvése
Pest vármegye keleti szegletében, Gödöllő városától 16 km-re, utak találkozásánál található Vácszentlászló község. Az ősi magyar település a Hajta-patak két partján húzódik, s az első világháborútól kezdődően új falurészekkel bővült.
Belterülete: 188 ha, külterülete 2987 ha.
Az M3-as autópályától délre, Gödöllőnél Zsámbok felé letérve érhető el a település.

## Története
A falu területéről vaskori régészeti leletek kerültek elő. A településtől északra halad el a szarmaták által 324 és 337 között épített, a Dunát a Tiszával összekötő Csörsz árok nyomvonala.
Első okleveles említése egy nádori ítéletből való, mely 1394-ben kelt. (Későbbi birtokosai: Zsigmond király, Rozgonyiak, Báthoryak, Esterházyak - 1860-ig.) A török hódoltság kezdetén lakott település, a tizenöt éves háborúban (1593-1606) elpusztult. 1689-től népesült be újra. Az 1840-es évekig Valkószentlászló néven szerepel, akkor kapja vissza mai nevét.
Nevét I. László királyról kapta.

## Közélete

### Polgármesterei
- 1990–1994: Kovács Sándor (független)[3]
- 1994–1998: Kovács Sándor (független)[4]
- 1998–2002: Kovács Sándor (független)[5]
- 2002–2006: Kovács Sándor (független)[6]
- 2006–2010: Horváth László Tibor (független)[7]
- 2010–2014: Horváth László Tibor (független)[8]
- 2014–2019: Horváth László Tibor (független)[9]
- 2019–2024: Horváth László Tibor (független)[10]
- 2024– : Horváth László Tibor (független)[1]

## Népesség
A település népességének változása:
| Lakosok száma | 2040 | 2034 | 2004 | 2160 | 2153 | 2176 | 2216 |
|               | 2013 | 2014 | 2018 | 2021 | 2022 | 2023 | 2024 |

A 2011-es népszámlálás során a lakosok 89,5%-a magyarnak, 0,2% bolgárnak, 0,2% cigánynak, 0,9% németnek, 0,4% románnak mondta magát (10,5% nem nyilatkozott; a kettős identitások miatt a végösszeg nagyobb lehet 100%-nál). A vallási megoszlás a következő volt: római katolikus 65,8%, református 6%, evangélikus 0,3%, görögkatolikus 0,5%, felekezeten kívüli 9,7% (16,5% nem nyilatkozott).
2022-ben a lakosság 92%-a vallotta magát magyarnak, 0,5% cigánynak, 0,5% németnek, 0,3% szlováknak, 0,2% görögnek, 0,2% románnak, 0,1% örménynek, 3,1% egyéb, nem hazai nemzetiségűnek (7,9% nem nyilatkozott; a kettős identitások miatt a végösszeg nagyobb lehet 100%-nál). Vallásuk szerint 44,4% volt római katolikus, 5,8% református, 1% evangélikus, 0,6% görög katolikus, 0,1% ortodox, 1,7% egyéb keresztény, 0,8% egyéb katolikus, 12,5% felekezeten kívüli (32,8% nem válaszolt).

## Nevezetességei
Szobor, emlékmű, műtárgy: Nepomuki Szent János
A Galga-vidék, melynek peremterületéhez tartozik Vácszentlászló, a nyugati palócság legdélibb területe. A Cserháthoz csatlakozó Gödöllői-dombság és az Alföld északnyugati peremének határán fekszik.
A római katolikus templom kertjében áll Nepomuki Szent János 1777-ben készült szobra.
A Szent László tiszteletére szentelt templom alapkövét 1743-ban tették le, tornyát 1838-ban építették. A templomot 1867-ben és 1912-ben megújították, az eredeti barokk épületre már csak a bejárati kapu emlékeztet.
A homlokzatból kilépő tornyon figyelhetjük meg a régi barokk kaput.
A Vácszentlászlói népi hagyomány Szent László király lovának
Lábnyomából eredezteti a Hajta patakot.
A község központjában látható az 1920-ban közadományokból emelt, gránátot dobó katonát ábrázoló szobor, Körösfői-Kriesch Aladár műve.
„Völgy, ez egy mérsékelt két magaslat közt éjszakról keletnek

elnyúló szép rét, melynek éjszak felöli részén egy forrás fakad, mely

Kis vígan csergedező patak sávvá alakulván kelet felé mintegy kétezer

lépésnyi távolságra a határban létező egyetlen malmot hajtja. A forrás

eredetét a nép ajka, miután a forrásnak patkó alakja van, Szt. László

Magyar Király lova lába nyomától származottnak mondja…”
Római katolikus templom (Szent László) - Műemlék, építmény: Templom
Cím: Vácszentlászló, Fő u. 31.
Űzhető sportok: Horgászat, Football
Galgahévízi víztározó (horgászhely)
Terület: 2,0 ha Fogható halak: ponty, amur, csuka, süllő
Kapcsolattartó: Galgamenti HE
Cím: Vácszentlászló
A vácszentlászlói focipályán hetente rendeznek labdarúgó mérkőzéseket három korcsoportban.
Két focipálya is található, ebből az egyik éjszakai meccsek lebonyolítására is alkalmas!
Vácszentlászló, megközelíthető a 3-as főútról autóbusszal, autóval a környező községekből.

## Híres emberek

### Itt született
- 1936-ban Csóka József labdarúgó

## Külső hivatkozások
- Vácszentlászló az utazom.com honlapján